# Paradelphomyia perumbrosa
Paradelphomyia perumbrosa är en tvåvingeart som beskrevs av Alexander 1950. Paradelphomyia perumbrosa ingår i släktet Paradelphomyia och familjen småharkrankar. Inga underarter finns listade i Catalogue of Life.